# Anders Wester
Anders Magnus Wester Manhem, född 30 oktober 1844 i Filipstad, död där 4 maj 1926, var en svensk tidningsman och artist.
Som son till snickarmästaren Anders Wester och Christina Hendricksdotter växte han upp på gården Manhem utanför Filipstad. Han var gift med Sophia Margareta Rondahl och far till journalisten och konstnären Magnus Wester. 
Efter att ha arbetat som folkskollärare och sparbankskassör  utgav och redigerade han tidskrifterna Tre Kronor, Svensk tidskrift 1878–1879, Stockholms-Bladet 1879  och Illustrerade Stockholms Nyheter 1884–1886. Han skrev sig själv som artist men om hans konstnärliga verksamhet finns inga kända uppgifter, men man antar att han utförde en del illustrationer till sina egna tidskrifter. Han utgav 1886 boken Waitz-Stina och boken Filipstad förr och nu 1901.

### Fotnoter
1. ↑  Vester Manhem, Anders Magnus Sveriges dödbok 1901–2013
2. ↑  Dödsfall Svenska Dagbladet 10 maj 1926, sid. 13
3. ↑  Sveriges periodiska litteratur i Projekt Runeberg
4. ↑  Libris
5. ↑  Libris